# ウエストライナー
ウエストライナーとは、大阪府大阪市と岐阜県高山市を結ぶ高速バス路線である。
なお、「ウエストライナー」の愛称は2021年10月現在、時刻表やウェブサイト上では使用されておらず、濃飛乗合自動車（濃飛バス）は「高山〜京都・大阪線」、近鉄バスは「高山特急線」の路線名称を使用している。

## 運行会社
- 濃飛乗合自動車（高山営業所）
- 近鉄バス（布施営業所）
  - 昼行便は濃飛バス・近鉄バスが各2往復ずつ、計1日4往復運行。夜行便（季節運行）は両社で1日1往復運行。

## 停留所
大阪・京都側は近鉄、郡上・高山側は濃飛の停留所名で記載。
- ▼：高山行は乗車のみ、大阪行は降車のみ
- ▲：大阪行は乗車のみ、高山行は降車のみ

| 停車停留所名               | 停留所所在地 | 停留所所在地 |   | 備考                                |
| -------------------------- | ------------ | ------------ | - | ----------------------------------- |
| 近鉄なんば駅西口           | 大阪府       | 大阪市中央区 | ▼ | 大阪難波駅西側のOCAT2階（JR難波駅） |
| 大阪駅前（地下鉄東梅田駅） | 大阪府       | 大阪市北区   | ▼ | 東梅田駅7号出口                     |
| 京都駅八条口               | 京都府       | 京都市南区   | ▼ | F3乗り場                            |
| 郡上八幡インター           | 岐阜県       | 郡上市       | ▲ |                                     |
| 清見                       | 岐阜県       | 高山市       | ▲ | 道の駅ななもり清見                  |
| 崇教真光総本山前           | 岐阜県       | 高山市       | ▲ |                                     |
| 高山濃飛バスセンター       | 岐阜県       | 高山市       | ▲ | 高山駅東口                          |

## 運行経路
大阪市内 - 阪神高速13号東大阪線 - 第二京阪 - 阪神高速8号京都線 - 京滋バイパス - 名神高速道路 - 東海北陸自動車道 - 高山市内

## 沿革
- 2000年（平成12年）3月18日 - 大阪あべの橋 - 高山濃飛バスセンターで運行開始。
- 2001年（平成13年）3月31日 - 高山側を平湯温泉発着に変更。大阪側の一部便をUSJ発着に変更。
- 2003年（平成15年）4月1日 - 高山行を新穂高温泉着に変更（冬季を除く）。大阪行を高山濃飛バスセンター発に変更。
- 2006年（平成18年）3月20日 - 新穂高温泉着を廃止し、全便高山濃飛バスセンター発着に変更。
- 2008年（平成20年）7月10日 - USJ、大阪あべの橋、荘川を廃止。
- 2010年（平成22年）7月17日 - 京都駅八条口に新たに停車。第二京阪道への経路変更により名神茨木インター、名神高槻、名神大山崎、京都深草は通過となり、郡上八幡IC - 高山間のみの利用ができなくなった。
- 2012年（平成24年）7月13日 - ポイントカードを導入。片道運賃値下げと往復運賃の廃止を実施。
- 2013年（平成25年）7月5日 - 1往復増便（濃飛便）、1日3往復に。
- 2016年（平成28年）10月1日 - 1日4往復に増便[3]。
- 2020年（令和2年）4月8日 - 新型コロナウイルス感染拡大の影響により、この日の出発便より同年5月7日出発便まで運休[4][5]。

## 使用車両
昼行便は4列シート・トイレ付き車両、夜行便は3列シート・トイレ付き車両を使用する。